# 查明哲
查明哲（1954年—），男，安徽合肥人，中国话剧导演，现任中国国家话剧院副院长，一级导演。